# Krok do neznáma
Krok do neznáma byl komunistický prorežimní a protiemigrantský pořad Československé televize moderovaný Milošem Kopeckým. Premiérově byl odvysílán 1. července 1984 na I. programu. Pořad úmyslně pomlouval a hanil emigranty a uváděl nepravdivé informace o životě na Západě a o přijetí emigrantů v uprchlickém táboře v rakouském Traiskirchenu.
Miloš Kopecký si tímto pořadem mimořádně poškodil svou reputaci. Brzy po jeho vysílání byly na jeho rekreační usedlost–mlýn nastříkány nápisy jako...